# Left of the Middle
Left of the Middle é o álbum de estreia multiplatinado da cantora e atriz australiana Natalie Imbruglia, lançado primeiramente no Reino Unido pela RCA Records em 24 de Novembro de 1997, sendo lançado mundialmente em seguida, em 1998.

## Composição
Depois de mudar-se para Londres, em 1995, Natalie conheceu o britânico Phil Thornalley, com o qual gravou uma versão demo de "Torn", coescrita pelo baixista. Pouco tempo depois, ela chamou atenção do selo musical RCA, conseguindo um contrato para lançar o seu primeiro álbum.
O material foi produzido entre 1996 e 1997. Natalie trabalhou com diversos compositores, principalmente Thornalley, com quem escreveu cerca de metade das canções do álbum. Houve também sessões de composição em Nashville, nos Estados Unidos.

## Lançamento
Lançado em primeira edição no outono de 1997, o álbum teve  "Torn" como primeira música de trabalho, que se tornou um sucesso mundial e vendeu mais de 2,2 milhões de cópias somente na Europa. Após este, foram lançados os singles de "Big Mistake", "Wishing I Was There" e "Smoke", que atingiram o Top 10 da parada britânica.
Nos Estados Unidos, o álbum saiu em 1998, vendendo cerca de 2 milhões de cópias. Na Austrália, terra natal da cantora, ele atingiu o topo da parada de vendas, sendo relançado posteriormente em edição especial.
Ao total, o álbum vendeu mais de 7 milhões de cópias ao redor do mundo, sendo um dos álbuns de estreia mais vendidos da década de 1990.
Em 2022, a primeira versão do álbum foi relançada, em uma edição comemorativa limitada de 25 anos em vinil azul, atingindo o #12 do UK Official Vinyl Albums, a parada britânica. 

## Recepção pela crítica
| Críticas profissionais | Críticas profissionais |
| Avaliações da crítica  | Avaliações da crítica  |
| Fonte                  | Avaliação              |
| ---------------------- | ---------------------- |
| Allmusic link          | 4 de 5 estrelas.       |
| Sputnikmusic link      | 3 de 5 estrelas.       |
| Rolling Stone link     | 2 de 5 estrelas.       |
| Robert Christgau link  | C+                     |

O álbum foi também um sucesso de crítica, com inúmeras avaliações positivas e comparações de Natalie a diversas cantoras. Greg Prato do Allmusic diz que o álbum possui uma característica "alt-pop casual com vocais docemente melódicos".
Left of the Middle foi um sucesso tão grande e repentino que Natalie ficou intimidada com isso. Era enorme a pressão para que ela fizesse, em seguida, algo ainda melhor ou tão bom quanto. Por isso, numa tentativa de se desligar do mundo da fama e voltar à vida normal, onde encontraria inspiração e nenhuma cobrança, ela se afastou do showbiz por mais de dois anos.
Em 2011, a cantora norte-americana Britney Spears afirmou em uma entrevista que Left of the Middle foi um dos álbuns que "mudaram sua vida".

## Faixas
O álbum teve uma primeira edição exitosa, sendo relançado em 1998 com nova capa e lista de músicas, focando o mercado norte-americano. Na Austrália, houve uma edição limitada com disco bônus, em comemoração à certificação de platina.
Primeira edição
1. "Torn" (Scott Cutler, Anne Preven, Phil Thornalley) – 4:04
2. "One More Addiction" (Natalie Imbruglia, Dave Munday, Thornalley) – 3:30
3. "Big Mistake" (Imbruglia, Mark Goldenberg) – 4:32
4. "Leave Me Alone" (Imbruglia, Andy Wright) – 4:21
5. "Intuition" (Imbruglia, Munday, Thornalley) – 3:22
6. "Smoke" (Imbruglia, Matt Bronleewee) – 4:37
7. "Pigeons and Crumbs" (Imbruglia, Goldenberg) – 5:21
8. "Don't You Think?" (Colin Campsie, Thornalley) – 3:55
9. "Impressed" (Imbruglia, Rick Palombi, Nick Trevisik) – 4:47
10. "Wishing I Was There" (Imbruglia, Campsie, Thornalley) – 3:52
11. "City" (Imbruglia, Thornalley) – 4:33
12. "Left of the Middle" (Imbruglia, Steve Booker) – 3:46
13. "Frightened Child" (Imbruglia, Munday, Thornalley) – 1:56 (Faixa bônus da versão japonesa)

Segunda edição
1. "Torn" (Scott Cutler, Anne Preven, Phil Thornalley) – 4:04
2. "One More Addiction" (Natalie Imbruglia, Dave Munday, Thornalley) – 3:30
3. "Big Mistake" (Imbruglia, Mark Goldenberg) – 4:32
4. "Leave Me Alone" (Imbruglia, Andy Wright) – 4:21
5. "Wishing I Was There" (Imbruglia, Campsie, Thornalley) – 3:52
6. "Smoke" (Imbruglia, Matt Bronleewee) – 4:37
7. "Pigeons and Crumbs" (Imbruglia, Goldenberg) – 5:21
8. "Don't You Think?" (Colin Campsie, Thornalley) – 3:55
9. "Impressed" (Imbruglia, Rick Palombi, Nick Trevisik) – 4:47
10. "Intuition" (Imbruglia, Munday, Thornalley) – 3:22
11. "City" (Imbruglia, Thornalley) – 4:33
12. "Left of the Middle" (Imbruglia, Steve Booker) – 3:46
13. "Frightened Child" (Imbruglia, Munday, Thornalley) – 1:56 (Faixa bônus da versão japonesa)
14. "Diving in the Deep End" (Imbruglia, Thornalley) – 3:54 (Faixa bônus da versão japonesa)[10]

Disco Bônus (Austrália)
1. "Tomorrow Morning" (Imbruglia, Thornalley) – 3:00
2. "Something Better" (Imbruglia, Boo Hewerdine, Thornalley) – 4:04
3. "Frightened Child" (Imbruglia, Munday, Thornalley) – 1:56
4. "Diving in the Deep End" (Imbruglia, Thornalley) – 3:54
5. "City" (Live in Barcelona) (Imbruglia, Thornalley) – 4:04

## Paradas musicais
| Parada semanal (1997-1998)            | Posição |
| ------------------------------------- | ------- |
| Austrália (ARIA)                      | 1       |
| Áustria (Ö3 Austria Top 40)           | 11      |
| Bélgica (Ultratop Flandres)           | 2       |
| Bélgica (Ultratop Valônia)            | 11      |
| Canadá (Billboard)                    | 9       |
| Países Baixos (Dutch Charts)          | 2       |
| Finlândia (Suomen virallinen lista)   | 8       |
| França (SNEP)                         | 14      |
| Alemanha (Offizielle Deutsche Charts) | 4       |
| Irlanda (IRMA)                        | 53      |
| Itália (FIMI)                         | 2       |
| Nova Zelândia (RMNZ)                  | 10      |
| Noruega (VG-lista)                    | 39      |
| Escócia (Official Scottish Albums)    | 7       |
| Suécia (Sverigetopplistan)            | 2       |
| Suíça (Schweizer Hitparade)           | 3       |
| Reino Unido (Official Albums Chart)   | 5       |
| Estados Unidos (Billboard 200)        | 10      |